# Millardia gleadowi
Millardia gleadowi là một loài động vật có vú trong họ Chuột, bộ Gặm nhấm. Loài này được Murray mô tả năm 1885.